# División celular

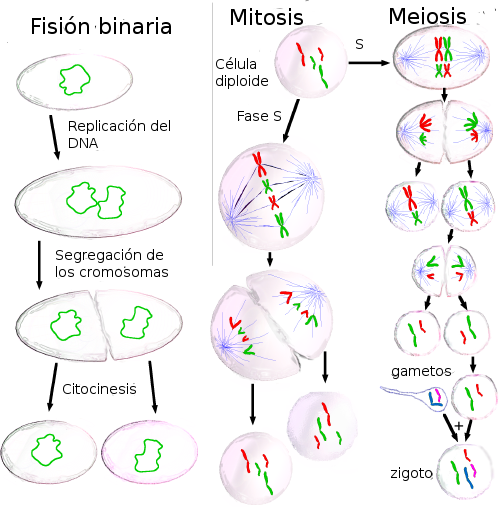
Esquemas de la división celular.

La división celular es una parte muy importante del ciclo celular en la que una célula inicial se divide para formar células hijas. 
Debido a la división celular, se produce el crecimiento de los seres vivos. En los organismos pluricelulares este crecimiento se produce gracias al desarrollo de los tejidos y en los seres unicelulares mediante la reproducción asexual.
El ciclo celular es el conjunto ordenado de sucesos que conducen al crecimiento de la célula y la división en dos células hijas. Estos procesos incluyen la duplicación previa del material genético (genoma) y la posterior segregación de los cromosomas duplicados en las células hijas, además de la multiplicación de otros orgánulos y macromoléculas celulares.
Los seres pluricelulares reemplazan su dotación celular gracias a la división celular y suele estar asociada con la diferenciación celular. En algunos animales la división celular se detiene en algún momento y las células acaban envejeciendo. Las células senescentes se deterioran y mueren debido al envejecimiento del cuerpo. Las células dejan de dividirse porque los telómeros se vuelven cada vez más cortos en cada división y no pueden proteger a los cromosomas como tal.
Las células hijas de las divisiones celulares, en el desarrollo temprano embrionario, contribuyen de forma desigual a la generación de los tejidos adultos.

## Variantes de división celular

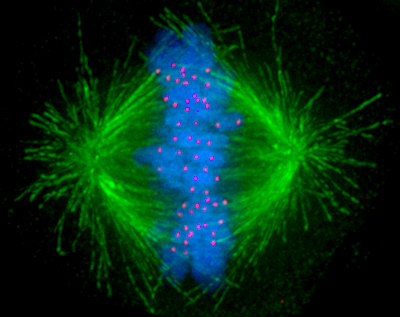
Imagen del huso mitótico en una célula humana que muestra microtúbulos en verde, cromosomas (ADN) en azul y cinetocoros en rojo.

Las células se clasifican ampliamente en dos categorías principales: células procariotas no nucleadas simples y células eucariotas nucleadas complejas. Debido a sus diferencias estructurales, las células eucariotas y procariotas no se dividen de la misma manera. En eucariotas, además, el patrón de división celular que transforma las células madre eucariotas en gametos (espermatozoides en los machos u óvulos en las hembras), denominado meiosis, es diferente al de la división de las células somáticas en organismos pluricelulares (mitosis).

### División celular en procariotas

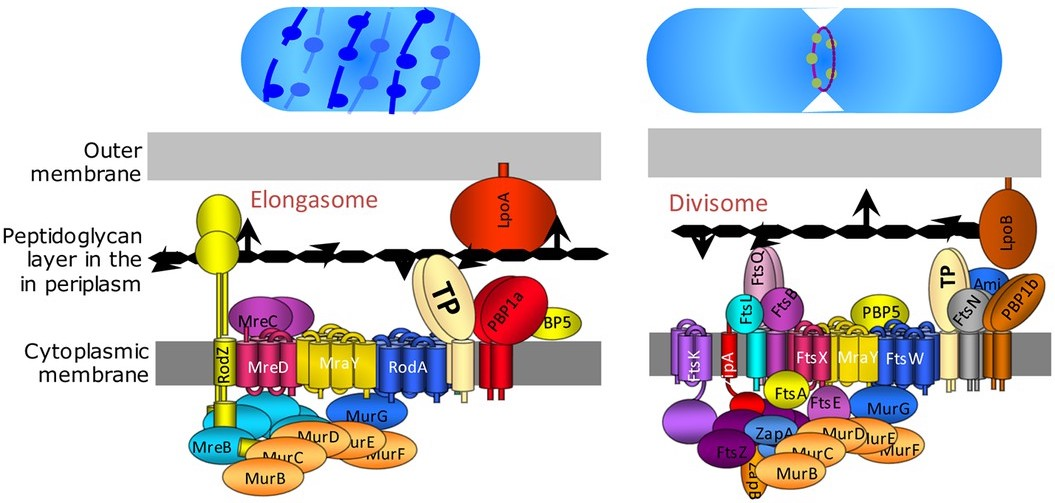
Complejos de divisomas y elongasomas responsables de la síntesis de peptidoglicanos durante el crecimiento lateral y la división de la pared celular.

La división de las células procariotas ocurre a través de la fisión binaria o la gemación. El divisoma es un complejo de proteínas responsable de la división celular en bacterias, la constricción de las membranas internas y externas durante la división y la síntesis de peptidoglicano (PG) en el sitio de división. Una proteína similar a la tubulina, FtsZ, juega un papel crítico en la formación de un anillo contráctil para la división celular.

### División celular en eucariotas
La división celular en eucariotas es mucho más compleja que en procariotas. En eucariotas, la fase M del ciclo celular comprende dos procesos: la división del núcleo (mitosis) y la división del citoplasma (citocinesis). Dependiendo del número cromosómico reducido o no, las divisiones de células eucariotas se pueden clasificar como mitosis (división ecuacional) y meiosis (división reduccional).
También se encuentra una forma primitiva de división celular que se llama amitosis. La división celular, amitótica o mitótica, es más atípica y diversa en diversos grupos de organismos tales como protistas (a saber, diatomeas, dinoflagelados, etc.) y hongos.
|                                    |
| pleuromitosis intranuclear cerrada |

|                                    |
| pleuromitosis extranuclear cerrada |

|                     |
| ortomitosis cerrada |

|                           |
| pleuromitosis semiabierta |

|                         |
| ortomitosis semiabierta |

|                     |
| ortomitosis abierta |

En la metafase mitótica (ver más abajo), típicamente los cromosomas (cada uno con 2 cromátidas hermanas que desarrollaron debido a la replicación en la fase S de la interfase) se ordenan y las cromátidas hermanas se dividen y distribuyen hacia las células hijas.
En la meiosis, típicamente en la Meiosis-I, los cromosomas homólogos se emparejan y luego se separan y distribuyen en células hijas. La meiosis-II es como una mitosis en la que se separan las cromátidas. En humanos y otros animales superiores y muchos otros organismos, la meiosis se llama meiosis gamética, es decir, la meiosis da lugar a gametos. En otros grupos de organismos, especialmente en plantas (observable en plantas inferiores pero etapa vestigial en plantas superiores), la meiosis da lugar al tipo de esporas que germinan en fase vegetativa haploide (gametofito). Este tipo de meiosis se llama meiosis espórica.

## Tipos de reproducción asociados a la división celular
Bipartición: es la división de la célula madre en dos células hijas, cada nueva célula es un nuevo individuo con estructuras y funciones idénticas a la célula madre. Este tipo de reproducción la presentan organismos como bacterias, amebas y algas.
Gemación: se presenta cuando unos nuevos individuos se producen a partir de yemas. El proceso de gemación es frecuente en esponjas, celentereos y briozoos. En una zona son varias del organismo progenitor se produce una envaginación o yema que se va desarrollando y en un momento dado sufre una constricción en la base y se separa del progenitor comenzando su vida como nuevo ser. Las yemas hijas pueden presentar otras yemas a las que se les denomina yemas secundarias.
En algunos organismos se pueden formar colonias cuando las yemas no se separan del organismo progenitor. En las formas más evolucionadas de briozoos se observa en el proceso de gemación que se realiza de forma más complicada. La gemación es el proceso evolutivo del ser vivo por meiosis.
El número de individuos de una colonia, la manera en que están agrupados y su grado de diferenciación varía y a menudo es característica de una especie determinada. Los briozoos pueden originar nuevos individuos sobre unas prolongaciones llamados estolones y al proceso se le denomina estolonización.
Ciertas especies de animales pueden tener gemación interna, yemas que sobreviven en condiciones desfavorables, gracias a una envoltura protectora. En el caso de las esponjas de agua dulce, las yemas tienen una cápsula protectora y en el interior hay sustancia de reserva. Al llegar la primavera se pierde la cápsula protectora y a partir de la yema surge la nueva esponja. En los briozoos de agua dulce se produce una capa de quitina y de calcio y no necesitan sustancia de reserva pues se encuentra en estado de hibernación.
Esporulación: esputación o esporogénesis consiste en un proceso de diferenciación celular para llegar a la producción de células reproductivas dispersivas de resistencia llamadas esporas. Este proceso ocurre en hongos, amebas, líquenes, algunos tipos de bacterias, protozoos, esporozoos (como el Plasmodium causante de malaria), y es frecuente en vegetales (especialmente algas, musgos y helechos), grupos de muy diferentes orígenes evolutivos, pero con estrategias reproductivas semejantes, todos ellos pueden recurrir a la formación de células de resistencia para favorecer la dispersión. Durante la esporulación se lleva a cabo la división del núcleo en varios fragmentos, y por una división celular asimétrica una parte del citoplasma rodea cada nuevo núcleo dando lugar a las esporas. Dependiendo de cada especie se puede producir un número apreciable de esporas y a partir de cada una de ellas se desarrollará un individuo independiente.
La división celular es el proceso por el cual el material celular se divide entre dos nuevas células hijas. En los organismos unicelulares esto aumenta el número de individuos de la población. En las plantas y organismos multicelulares es el procedimiento en virtud del cual crece el organismo, partiendo de una sola célula, y también son reemplazados y reparados los tejidos estropeados.

## Procesos de división celular
- Interfase  es el periodo cuando una célula se está preparando para dividirse y comenzar el ciclo celular..
- Mitosis es la forma más común de la división celular en las células eucariotas. Una célula que ha adquirido determinados parámetros o condiciones de tamaño, volumen, almacenamiento de luz, factores medioambientales, puede replicar totalmente su dotación de ADN y dividirse en dos células hijas, normalmente iguales. Ambas células serán diploides o haploides, dependiendo de la célula madre.
- Meiosis es la división de una célula diploide en cuatro células haploides. Esta división celular se produce en organismos multicelulares para producir gametos haploides, que pueden fusionarse después para formar una célula diploide llamada cigoto en la fecundación.

Los seres pluricelulares reemplazan su dotación celular gracias a la división celular y suele estar asociada a la diferenciación celular. En algunos animales, la división celular se detiene en algún momento y las células acaban envejeciendo. Las células senescentes se deterioran y mueren, debido al envejecimiento del cuerpo. Las células dejan de dividirse porque los telómeros se vuelven cada vez más cortos en cada división y no pueden proteger a los cromosomas. Las células cancerosas se consideran "inmortales" debido a que una enzima llamada telomerasa permite a estas células dividirse indefinidamente.
La característica principal de la división celular en organismos eucariotas es la conservación de los mecanismos genéticos del control del ciclo celular y de la división celular, puesto que se ha mantenido prácticamente inalterable desde organismos tan simples como las levaduras a criaturas tan complejas como el ser humano, a lo largo de la evolución biológica.

## Factores que explican la división celular
Una teoría afirma que existe un momento en el que la célula comienza a crecer mucho, lo que hace que disminuya la proporción área/volumen. Cuando el área de la membrana plasmática de la célula es mucho más pequeña en relación con el volumen total de ésta, se presentan dificultades en la reabsorción y en el transporte de nutrientes, siendo así necesario que se produzca la división celular.
Hay tres tipos de reproducción celular: la fisión binaria, relativamente simple y dos tipos más complicados que implican tanto la mitosis o la meiosis. 
- La fisión binaria

Los organismos como las bacterias típicamente tienen un solo cromosoma. Al inicio del proceso de fisión binaria, la molécula de ADN del cromosoma de la célula se replica, produciendo dos copias del cromosoma. Un aspecto clave de la reproducción celular de la bacteria es asegurarse de que cada célula hija recibe una copia del cromosoma. Citocinesis es la separación física de las dos células hijas nuevas. 
- Reproducción celular que involucra la mitosis .

La mayoría de los organismos eucariotas como los humanos tienen más de un cromosoma. Con el fin de asegurarse de que una copia de cada cromosoma sea segregado en cada célula hija se utiliza el huso mitótico. Los cromosomas se mueven a lo largo de los microtúbulos largos y delgados como los trenes en movimiento a lo largo de las vías del tren. Los seres humanos son diploides, tenemos dos copias de cada tipo de cromosoma, uno del padre y uno de la madre. 
- Reproducción celular que involucra la meiosis.

Las células sexuales, denominadas también «gametos»,  son producidas por meiosis. Para la producción de espermatozoide hay dos pasos (citocinesis) que producen un total de cuatro células N, cada una con la mitad del número normal de cromosomas. La situación es diferente: en los ovarios la producción de huevos en uno de los cuatro conjuntos de cromosomas que se segrega se coloca en una célula huevo grande, listo para ser combinado con el ADN de una célula de esperma (véase la meiosis para más detalles).

## Envejecimiento, cáncer y división celular

La célula promedio se dividirá entre 50 y 70 veces antes de la muerte celular. A medida que la célula se divide, los telómeros del extremo del cromosoma se hacen más pequeños hasta alcanzar el límite de Hayflick

Los organismos pluricelulares reemplazan las células desgastadas a través de la división celular. En algunos animales, sin embargo, la división celular finalmente se detiene. En los humanos esto ocurre, en promedio, después de 52 divisiones, lo que se conoce como límite de Hayflick. La célula se denomina entonces senescente. Con cada división, los telómeros de las células, secuencias protectoras de ADN en el extremo de un cromosoma que evitan la degradación del ADN cromosómico, se acortan. Este acortamiento se ha correlacionado con efectos negativos como enfermedades relacionadas con la edad y la reducción de la esperanza de vida en los seres humanos. Por otro lado, no se cree que las células cancerosas se degraden de esta manera, si es que lo hacen. Un complejo enzimático llamado telomerasa, presente en grandes cantidades en las células cancerosas, reconstruye los telómeros mediante la síntesis de repeticiones de ADN telomérico, lo que permite que la división continúe indefinidamente.

## Divisiones silenciosas

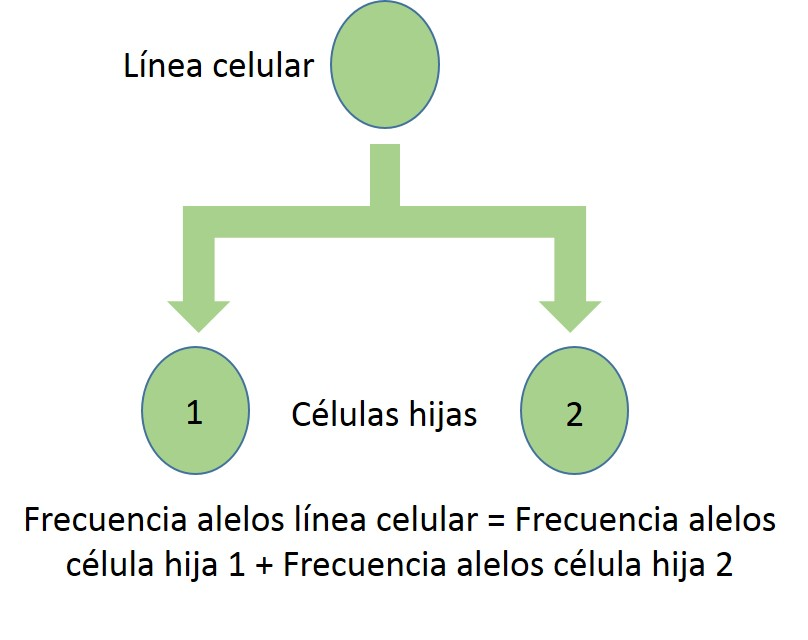
Divisiones silentes.

Las divisiones silenciosas son divisiones sin mutaciones. A veces se confunden con mutaciones que no son detectables. Pero se puede comprobar si las divisiones son silenciosas por comparación de las frecuencias de los alelos de la línea celular, con la suma de las frecuencias de los alelos de las dos células derivadas, lo cual tiene que ser similar.

No se puede detectar una división que origina una célula sin mutaciones (silenciosa) y otra muerta (que no contribuye al adulto).

## Historia

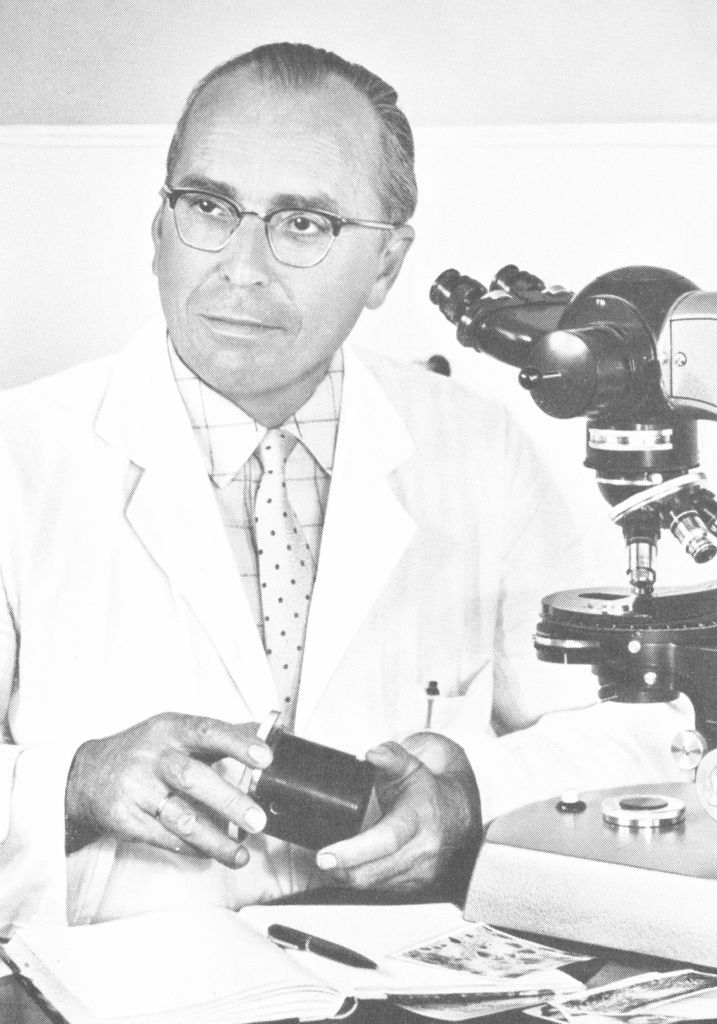
Kurt Michel con su microscopio de contraste de fases.

La división celular bajo el microscopio fue descubierta por primera vez por el botánico alemán Hugo von Mohl en 1835 mientras trabajaba con el alga verde Cladophora glomerata.
En 1943, Kurt Michel filmó por primera vez la división celular utilizando un microscopio de contraste de fases.